# Иида, Сёдзиро
Сёдзиро Иида (яп. 飯田 祥二郎 Иида Сё:дзиро:, 8 августа 1888 — 23 января 1980) — генерал Японской императорской армии.
Сёдзиро Иида родился в 1888 году в префектуре Ямагути. В 1908 году он закончил Рикугун сикан гакко, в декабре 1915 — Рикугун дайгакко, в декабре 1918 года получил звание капитана, в начале 1920-х годов в составе японского контингента участвовал в интервенции в Россию.
После службы на различных административных должностях в Генеральном штабе, в 1934 году Иида стал командиром 4-го полка императорской гвардии, а в 1935 — начальником штаба 4-й дивизии. После начала японо-китайской войны Сёдзиро Иида стал начальником штаба 1-й армии, с 1938 года командовал бригадой на Тайване, в августе 1939 года был произведён в генерал-лейтенанты. В 1939 году он вернулся в императорскую гвардию, и служил там до 1941 года.
В декабре 1941 года Сёдзиро Иида возглавил свежесозданную 15-ю армию. Под его командованием японские войска 8 декабря легко заняли Таиланд, а 20 января 1942 года пересекли таиландско-бирманскую границу, начав Бирманскую кампанию.
35 тысяч человек под командованием Ииды легко смяли сопротивление британских войск, и 8 марта вошли в Рангун, перерезав Бирманскую дорогу. К маю британские и китайские войска в Бирме были отброшены к границам Индии и Китая.
В 1943 году Иида вернулся в Японию и стал служить в Главном командовании обороны, с 1944 года стал командующим Армией центрального района. В 1944 году он вышел в отставку, однако в 1945 был вновь призван на военную службу, приняв командование над размещённой в Маньчжоу-го 30-й армией как раз перед началом Маньчжурской операции Советской армии. В 1945—1950 годах Сёдзиро Иида находился в советском плену.